# NGC 177
NGC 177은 고래자리에 위치한 독특한 고리 구조를 가진 정상나선은하이다. 지구로부터 2억 광년 거리에 있으며, 1886년 미국의 천문학자 프랭크 뮬러에 의해 발견되었다.